# Jinbo Kuranosuke
Jinbo Kuranosuke est un nom japonais traditionnel ; le nom de famille (ou le nom d'école), Jinbo, précède donc le prénom (ou le nom d'artiste).
Jinbo Kuranosuke (神保 内蔵助, 1816-8 octobre 1868) est un samouraï de la fin de l'époque d'Edo, obligé du clan Matsudaira d'Aizu. Il sert dans l'administration du domaine d'Aizu en tant que karō. Il prend part à la guerre de Boshin et mène la défense d'Aizuwakamatsu contre l'armée impériale japonaise, en compagnie de Tanaka Tosa. Lorsque les forces d'Aizu sont débordées, Jinbo et Tanaka se retirent dans une proche résidence où ils commettent le seppuku.

## Source
- (en) Cet article est partiellement ou en totalité issu de l’article de Wikipédia en anglais intitulé « Jinbo Kuranosuke » (voir la liste des auteurs).